# Agaricus xanthodermus
Agaricus xanthodermus, là một loài nấm quả thể thuộc chi Agaricus, khi bị cắt, xuất hiện màu vàng ở gốc thân nấm. Ăn vào sẽ gây ngộ độc, gây khó chịu đường tiêu hóa, nhưng một số người vẫn ăn nấm mà không biểu hiện những triệu chứng rõ ràng.

## Phân loại
Năm 1876, trong một bức thư được công bố trong bản tin của Hiệp hội thực vật Pháp, Léon Gaston Genevier đã đinh nghĩa loài này chính thức dưới tên Agaricus xanthodermus. Genevier mô tả nấm Agaricus là thức ăn ở khu vực Nantes, và cố gắng làm phân biệt chúng. Ông đề xuất tái phân loại khá chi tiết thành 5 loài. Cho đến thời điểm đó, những cây nấm có tính chất thân hóa màu vàng này vẫn được coi là biến thể các loài nấm ăn được: A. arvensis, A. edulis và A. silvicola.
Về từ nguyên, xanthodermus có nguồn gốc từ tiếng Hy Lạp cổ đại, nghĩa là "màu vàng" và "da". Đây là danh pháp chính thức, nhưng danh pháp Agaricus xanthoderma cũng có các hình thức. Hậu tố -derma (nghĩa là "da") là một danh từ giống trung không hợp giống với Agaricus, do vậy hình thức này đúng quy tắc danh pháp thực vật.

## Mô tả

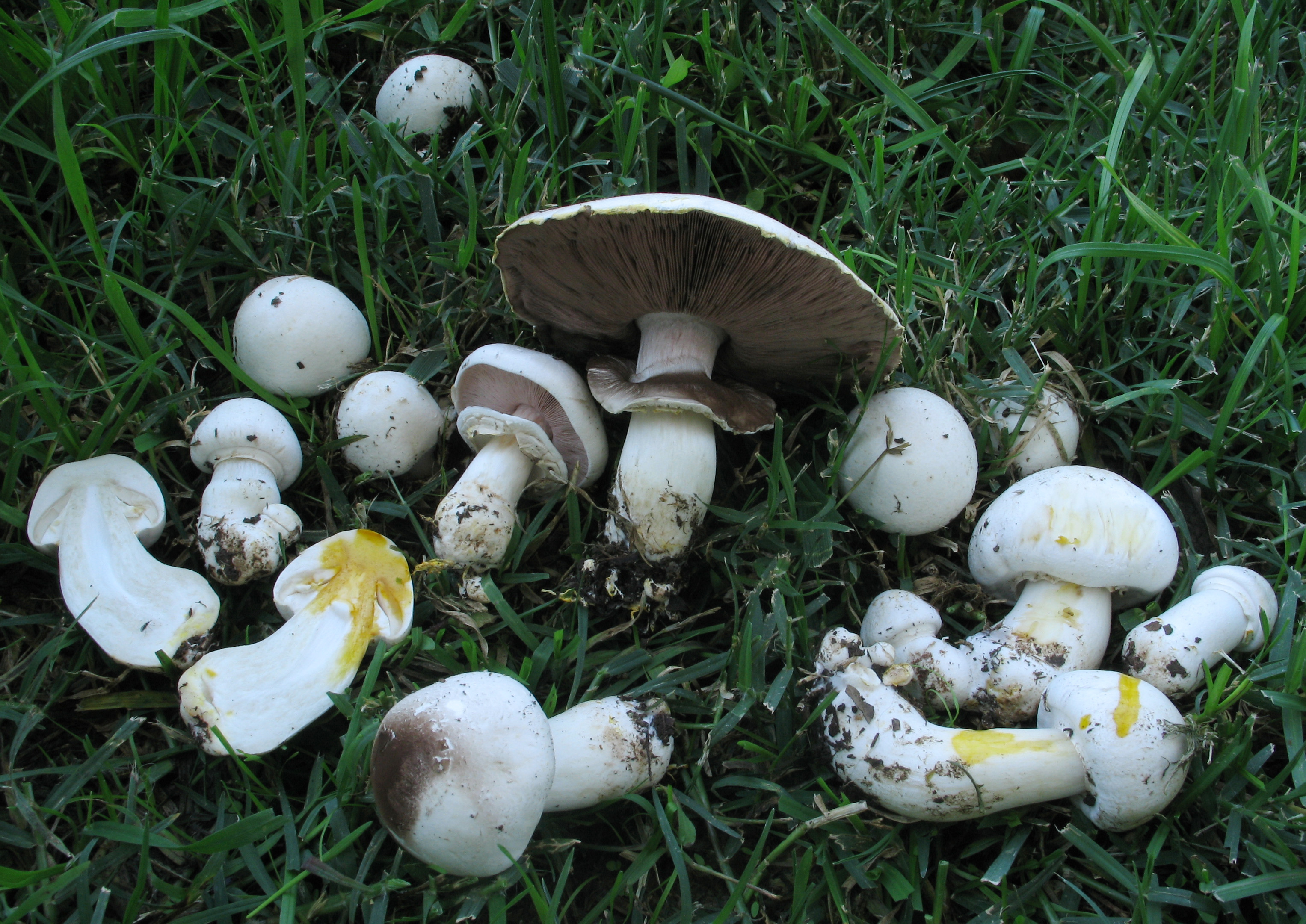

Đường kĩnh mũ nấm thường là 6–10 cm (2,4–3,9 in), có thể đạt 15 cm (5,9 in). Mũ có dạng lồi lên trên. Nấm có màu trắng, với tông màu nâu nhạt về phía trung tâm. Mũ nấm khô và mịn, có vảy khi nấm già. Các bản dưới mũ nấm chuyển từ màu hồng nhạt sang màu sô-cô-la. Bào tử có màu nâu. Các bào tử nấm có kích thước 6 đến 7 × 3 đến 4 [./https://en.wikipedia.org/wiki/Micrometre µm].
Agaricus xanthodermus có mùi đặc trưng khó chịu, do hợp chất phenolic giống mùi mực bút máy. Mùi tích tụ nhiều ở gốc nấm.

## Phân bố và sinh cảnh
Loại nấm này rất phổ biến và phân bố rộng rãi ở Bắc Mỹ, Châu Âu, Tây Á bao gồm miền đông Tiểu Á, Iran, Bắc Phi, và miền nam châu Phi. Nó đã được phát hiệu tại Úc. Nó được tìm thấy trong rừng, bãi cỏ, vườn, hàng rào vào mùa thu. Đây là loại nấm saprobic.

## Độc tính
Một số người ăn nấm nhưng không có dấu hiệu ngộ độc. Loài nấm này gây ra các vấn đề nghiêm trọng về dạ dày, gây khó tiêu và làm xuất hiện các triệu chứng đổ mồ hôi, đỏ bừng và đau bụng dữ dội.
Khi nấu ăn, mùi xực lên rất hắc, có thể ngăn cản mọi người có ý định ăn nấm.

## Loài liên quan
A. xanthodermus thuộc một nhóm các loài liên quan ("Xanthodermatei") cũng có thân màu vàng sáng và có mùi của phenolic. Nhóm bao gồm A. Praeclaresquamosus (trước đây là A. placomyces) có vảy xám đen, A. moelleri và A. pilatianus.